# Rąbinko
Rąbinko (niem. Klein Rambin) – wieś w Polsce położona w województwie zachodniopomorskim, w powiecie świdwińskim, w gminie Rąbino. Wieś jest siedzibą sołectwa Rąbinko w którego skład wchodzi również miejscowość Zbytki.
W latach 1975–1998 wieś należała do woj. koszalińskiego.
W Rąbinku działalność prowadzi zbór Ewangelicznego Związku Braterskiego.